# Cleistocactus guentheri
Cleistocactus guentheri es una especie de planta suculenta perteneciente al género Cleistocactus, dentro de la familia Cactaceae. Es endémica de Bolivia (concretamente de los departamentos bolivianos de Cochabamba, Chuquisaca y Santa Cruz).

## Descripción

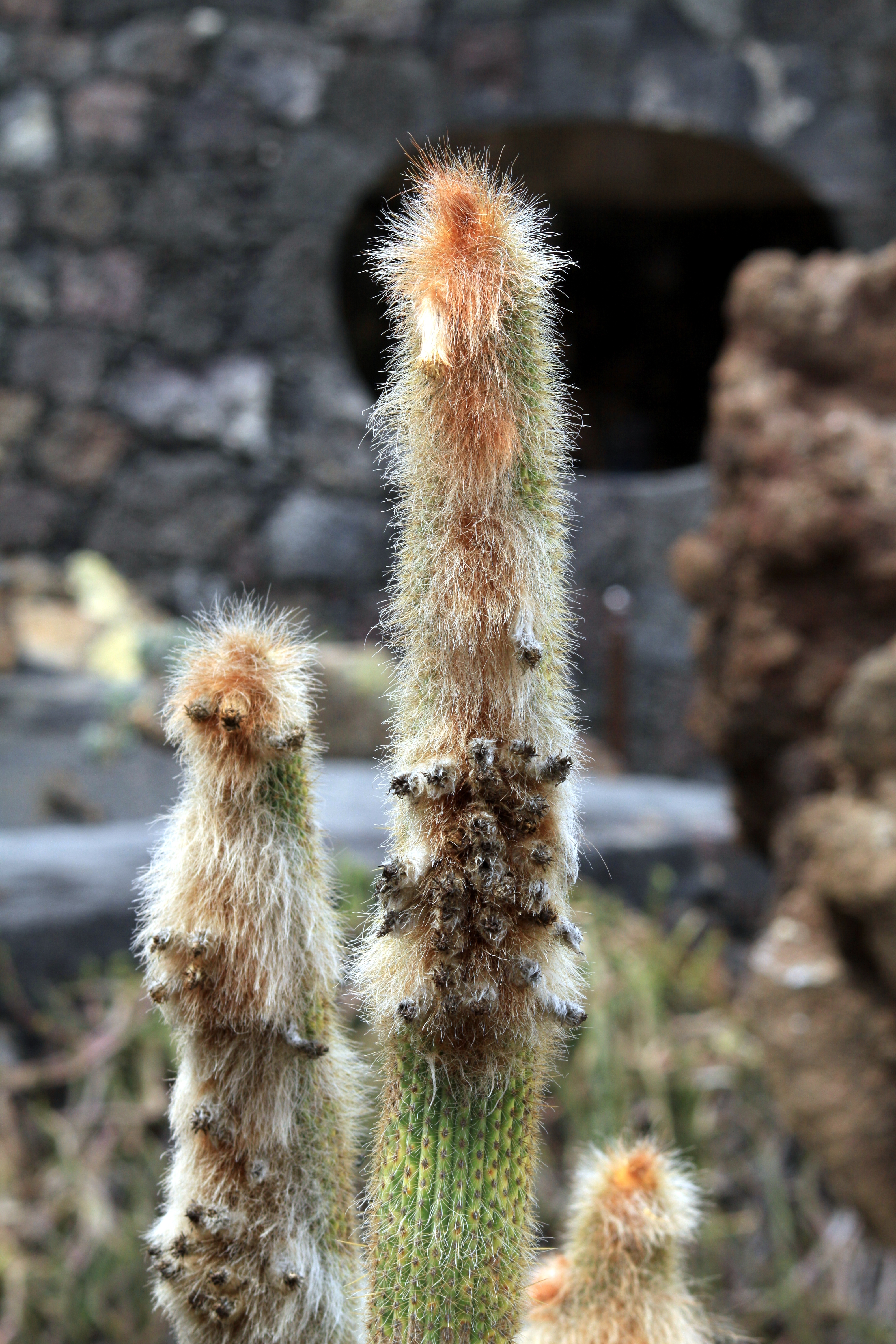
Detalle del cefalio y frutos

Cleistocactus guentheri es una especie de cactus que crece de forma arbustiva, con brotes que se ramifican desde la base y alcanza alturas de hasta 2 m. Los tallos son verticales, tienen la epidermis de color verde claro y alcanzan diámetros de hasta 10 cm. 
Presenta alrededor de 27 costillas ligeramente jorobadas, sobre las cuales se asientan areolas lanudas de color blanco amarillento, separadas unas de otras por 1 cm de distancia. De éstas surgen aproximadamente 15 espinas que no pueden distinguirse en espinas centrales y radiales. Son de color amarillo oscuro y miden de 0,5 a 2,2 cm de largo. 
Las flores se desarrollan en el cefalio, una estructura formada por lana de color marrón rojizo a gris que mide hasta 50 cm de largo y que presenta numerosas espinas de 4 a 6 cm de longitud. 

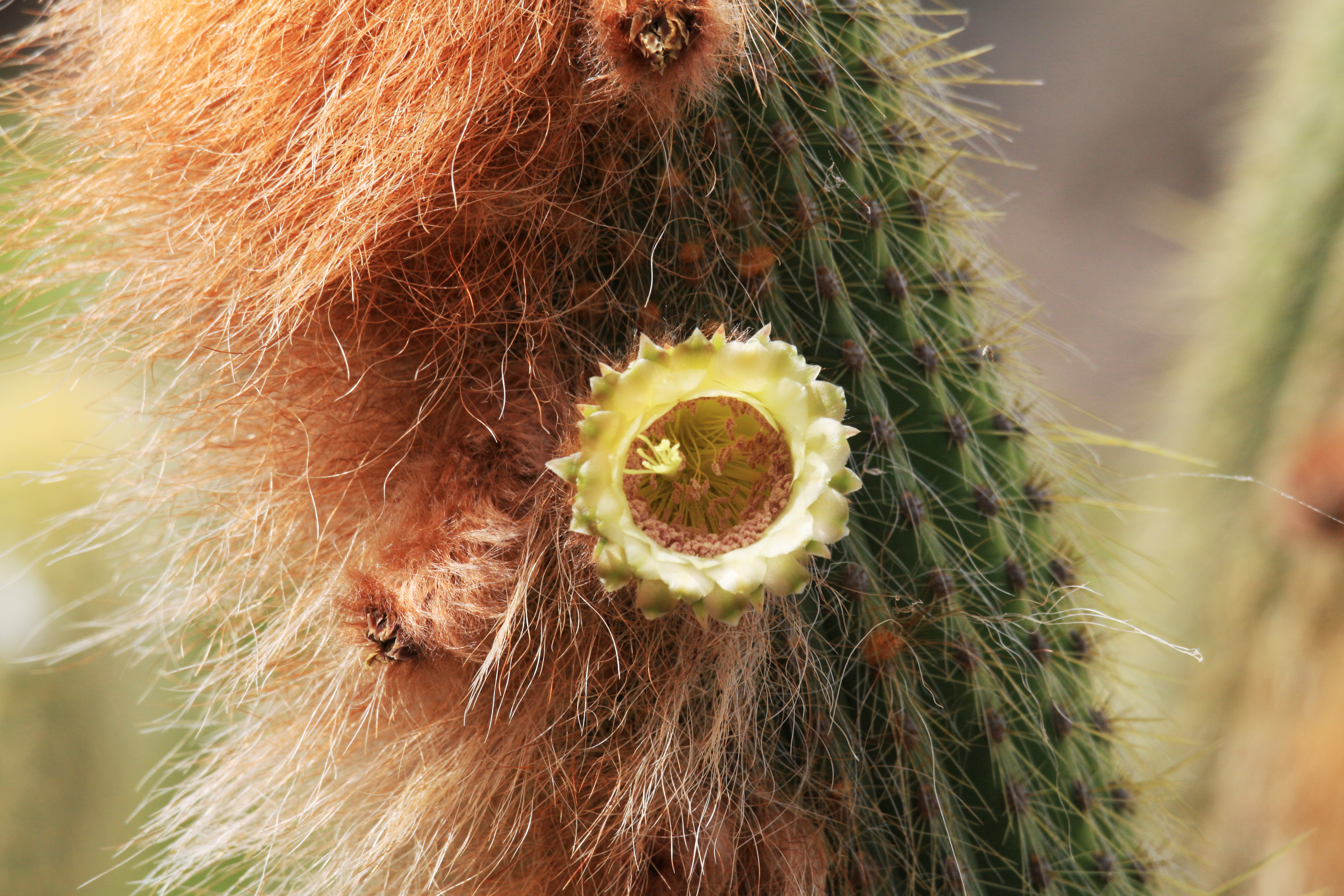
Detalle de la flor

Las flores son de color blanco amarillento, su forma va de acampanada a tubular y miden 8 cm de largo, con diámetros de 2,5 a 3 cm. Su pericarpelo y tubo floral están cubiertos de lana fina ligeramente rosada y los frutos son escamosos.

## Distribución y hábitat
El área de distribución nativa de esta especie es Bolivia (concretamente en los departamentos bolivianos de Cochabamba, Chuquisaca y Santa Cruz) y crece principalmente en biomas desérticos o de matorral seco, a elevaciones de 800 a 1300 metros sobre el nivel del mar.

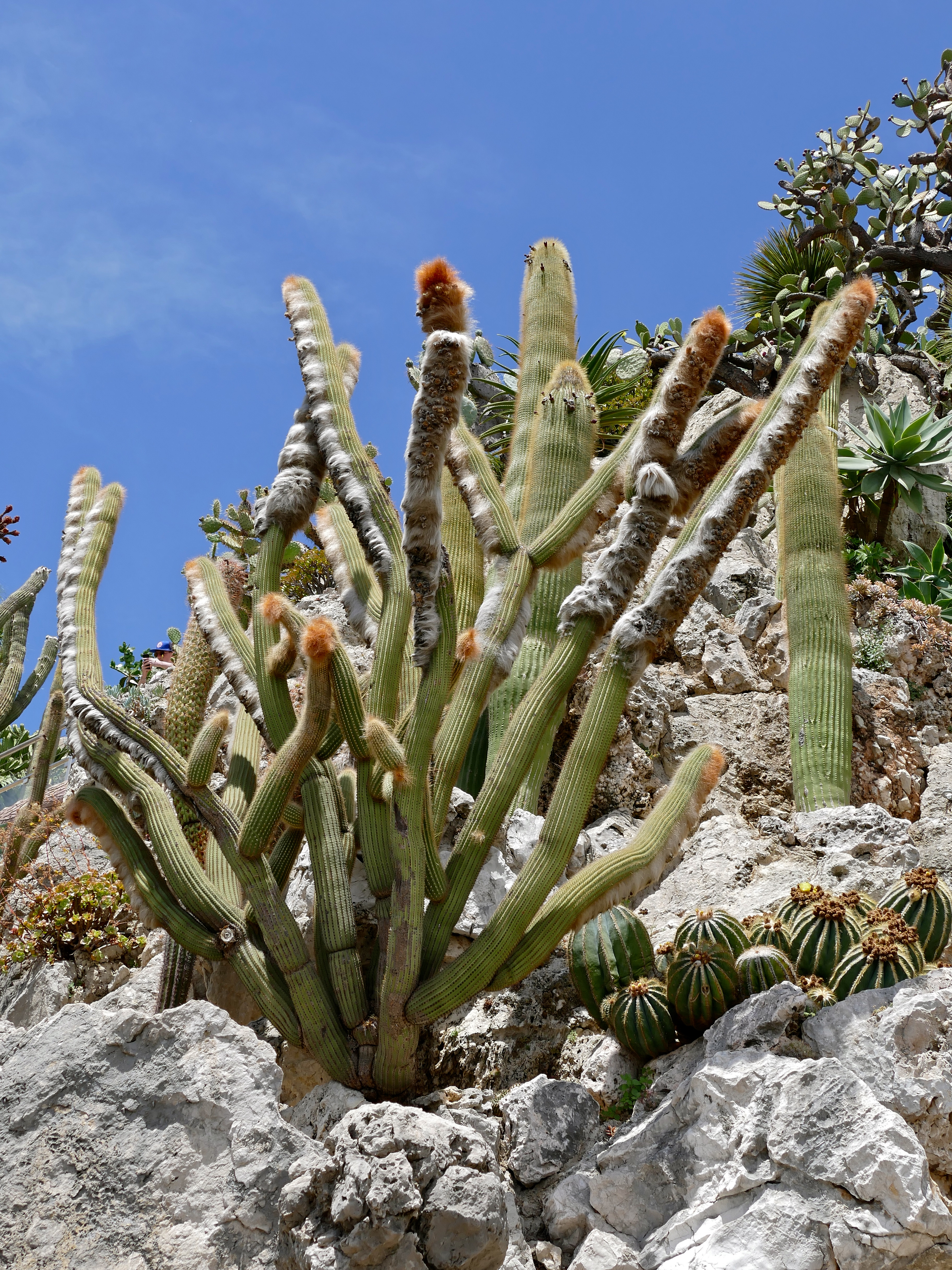
En su hábitat

## Taxonomía
La primera descripción de esta especie fue como Cephalocereus guentheri, publicada en 1931 por el botánico suizo Walter Kupper en la revista científica Monatsschrift der Deutschen Kakteen-Gesellschaft 3: 159.
Posteriormente, el botánico británico Nigel Paul Taylor colocó la especie en el género Cleistocactus, pasando a llamarse Cleistocactus guentheri y anotando estos cambios en la revista científica Annals of Botany. Oxford 132: 1001 en el año 2023.
Etimología
- Cleistocactus: nombre genérico que deriva de la combinación de la palabra griega kleistos (que significa cerrado), y cactus (término latino que alude a las plantas del género Cactaceae), haciendo referencias a que son "cactus con flores cerradas", ya que en algunas especies apenas se abren y parecen estar cerradas.
- guentheri: epíteto específico otorgado en honor a Ernesto Günther de Valparaíso, quien apoyó financieramente al geógrafo y botánico alemán Carl Troll en sus investigaciones en Bolivia.[4]

## Estado de conservación
En la Lista Roja de Especies Amenazadas de la UICN, la especie está clasificada como de “Casi Amenazado (NT)”.
No se conocen amenazas importantes para la conservación de esta especie, aunque la construcción de carreteras en el extremo sur de su área de distribución está reduciendo su población.

## Usos
Se cultiva principalmente como planta ornamental y su propagación se realiza a través de esquejes o semillas.